# Aleksy (Rżanicyn)
Aleksy, imię świeckie Rufin Iwanowicz Rżanicyn (ur. 1813 w Archangielskim, zm. 28 maja?/9 czerwca 1877) – rosyjski biskup prawosławny.

## Życiorys
Urodził się w rodzinie kapłana prawosławnego. W 1834 ukończył seminarium duchowne w Wołogdzie. Następnie uzyskał wyższe wykształcenie teologiczne w Moskiewskiej Akademii Duchownej, po czym został w niej zatrudniony jako wykładowca. W 1845 złożył wieczyste śluby mnisze, po czym został wyświęcony na hierodiakona i hieromnicha. W 1847 mianowany rektorem Moskiewskiej Akademii Duchownej.
W 1853 miała miejsce jego chirotonia na biskupa dmitrowskiego, wikariusza eparchii moskiewskiej. Od 1857 do 1860 był biskupem tulskim, następnie od 1860 do 1867 – taurydzkim, od 1867 do 1876 – riazańskim i od 1876 do śmierci twerskim.
Autor pracy poświęconej okolicznościom śmierci carewicza Dymitra Iwanowicza oraz komentarzy do tekstów Ojców Kościoła.